# Sfinksen i Giza
 For alternative betydninger, se Sfinks.
Sfinksen i Giza er en stor sandstensskulptur af en liggende sfinks, der er et fabeldyr med et hoved som et menneske og en krop som en løve. Den er placeret direkte fra vest mod øst og står på Gizaplateauet som en del af pyramidekomplekset på vestbredden af Nilen i Giza, Egypten. Ansigtet repræsenterer faraoen Khefren. Den oprindelige form af Sfinksen blev hugget ud fra grundfjeldet, men er siden blev restaureret med flere lag sandstensblokke. Den er 73 meter lang fra poter til hale, og 20 meter fra fundamentet til toppen af hovedet, og den bredeste del er 19 meter.
Sfinksen er den ældste monumentale skulptur man kender til i Egypten, og en af de mest kendte statuer i verden. Arkæologiske fund indikerer, at den blev skabt i oldtidens Egyptens det gamle kongerige under Khefrens regeringstid (ca. 2558–2532 f.v.t.).
Det er uvist hvad årsagen til at Sfinksens næse er brækket af, men undersøgelser har vist tegn på, at det har været en bevidst handlig ved brug af mejsler eller metalstænger. I modsætning til hvad mange tror, så faldt den ikke af som følge af kanonbeskydning af Napoleon tropper i 1798 under hans egyptiske militærkampagne. Den manglende næse er afbildet i kunst fra før Napoleon, og da den danske søofficer Frederik Ludvig Norden besøgte Egypten i 1737, i forbindelse med sin ekspedition til Nubien, manglede Sfinksen allerede næsen. På plancher i rejsebeskrivelsen Voyage d'Egypte et de Nubie ser man at Sfinksens krop var helt dækket af sand og at næsen var hugget af.
Den manglende næste er også beskrevet i skriftlige kilder tilbage fra 1400-tallet af historikeren al-Maqrīzī.

## Skulpturens gåde
Det vides ikke med sikkerhed, hvem sfinksens hoved forestiller. Det har gennem lang tid været antaget, at det var farao Kefrens menneskehoved, som var hoved på sfinksen. En anden tese er, at det forestiller Keops, og at sfinksen blev bygget af sønnen Djedefre.

Det har også været antaget, at sfinksen blev bygget i det 4. dynasti (2723 f.Kr.-2563 f.Kr.). De fleste ægyptologer fastholder denne datering.
Nogle mener endda at Sfinksen er langt ældre, og kommer fra en endnu ældre kultur, hvor man tilbad bl.a. løven.
Målinger tyder på, at sfinksens hoved er for lille til dens krop, så nogle mener, at det engang var et løvehoved, der senere er blevet tilpasset til en af de førnævnte faraoer.

## Udgravninger
Sfinksen blev efterhånden næsten helt dækket af sand, men omkring år 1400 f.Kr. lod Thutmose 4. den udgrave og male i klare farver.
På en granitstele mellem Sfinksens poter fortælles historien om den unge Tuthmose, der under en jagt var faldet i søvn ved Sfinksen. Han drømte at statuen kunne tale, og den lovede ham at han skulle blive konge, hvis han gravede den fri af sandet.
Sfinksen blev med tiden igen dækket til af sand, så kun hovedet var synligt. Den blev udgravet igen i løbet af 1800-tallet og helt frigjort mellem 1925 og 1936 af en ekspedition ledet af Émile Baraize. Stelen blev genopdaget ved udgravninger i 1817 og i 1822 blev dens hieroglyfer afkodet med hjælp af Rosettastenen.
Udgravningerne i 1817 blev ledet af den italienske egyptolog Giovanni Battista Caviglia, på initiativ af Muhammad Ali Pasha.
Caviglia fandt bland andet fragmenter af et skæg, og en del af en uraeusslange, mellem Sfinksens poter. Et af fragmenterne er udstillet på British Museum i London. Det er dog tvivlsomt om Sfinksen havde skæg, da den blev udhugget omkring 2550 f.Kr. Skægget er snarere blevet påsat i den 18. dynasti (1570 f.Kr.–1293 f.Kr.) og senere faldet af.
I 1820 afdækkede Caviglia en romersk mur på statuens højre side og spor af en kanal som tidligere førte op til Sfinksen.
I 1836 finansierede generalmajor Richard William Howard Vyse en ny ekspedition til Giza, sammen med Cavaglia, men afskedigede ham året som værende for uproduktiv. Vyse begyndte nu, sammen med ingeniør John Shae Perring, en voldsom udgravning af pyramiderne, med maskiner og sprængninger med krudt. Han troede også, at der var hemmelige rum inde i Sfinksen, og borede en dyb skakt i dens højre skulder. Hullet blev så dybt, at man var bange for at hovedet skulle falde af. Da skakten brød sammen afbrød man forsøget.

## Restaureringer
I 1931 gennemførte ingeniører fra den egyptiske regering en reparation af Sfinksens hoved. Dele af hovedprydelsen var faldet af i 1926 som følge af erosion, og det havde efterladt et stort hul i Sfinksens nakke. Disse reparationer var sammen med tilføjelse af en betonsøjle mellem hovedprydelsen og nakken med til at give skulpturen en ny profil. Der blev foretaget mange restaureringer af stenfundamentet og den rå klippekrop i 1980'erne, og dette blev gentaget om i 1990'erne.

## Sfinksens fremstilling
Det skal bemærkes, at der er en hypotese om, at sfinksen er blevet støbt ligesom beton.

## Nyere kontroversiel datering
Forskning fra 1940'erne og til nu afkræfter begge antagelser. Ifølge forskning foretaget af den franske scholar Rene Schwaller de Lubicz (1891-1962), ægyptolog John Anthony West og Dr. Robert Schoch.

På grund af at Mark Lehner postulerede, at sfinksen var lavet af en anden slags kalkstensmateriale end andre ikke så vanderoderede grave, hyrede British Broadcasting Corporation (BBC) en ekspert til at finde ud af det. Eksperten konkluderede, at de var af det samme materiale.
Herefter offentliggjorde Mark Lehner en artikel, hvor han konkluderer, at sfinkshovedets ansigt er det samme som en statue af farao Kefren.
John Anthony West hyrede herefter detektiv sergent Frank Domingo med speciale i ansigtsrekonstruktioner til at sammenligne ansigterne med henblik på at finde ud af, om de forestillede det samme ansigt. Han fandt, at kinderne på sfinksen er mere fremtrædende, herudover er vinklen på en linje fra øret til munden 32 grader på sfinksen og 14 grader på statuen (målt fra siden i forhold til andre ansigtskendetegn). Han fandt andre forskelle og konkluderede, at de to ansigter ikke var fra samme person.
Herudover er det i følge mange kilder bemærkelsesværdigt, at hovedets størrelse ikke passer proportionsmæssigt med løvekroppen. Det har fået andre til at spekulere på, om hovedet måske er blevet genhugget fra et antagelig oprindeligt større hoved.
Valley temple of Khafre er lavet af stenblokke fra området omkring Sfinksen kan derfor være af samme alder og har samme vanderosion. Templet ser ud til at være blevet restaureret for mange tusind år siden.

### Det kontroversielle
Påvirkning af vanderosion på sfinksen er ifølge flere kilder lodret, også ved foden, hvilket betyder, at det er regn og ikke oversvømmelse, som har forårsaget erosionen. Problemet er blot, at det regnede hyppigst i perioden 10.000 – 5.000 f.Kr., og at regnen senest stoppede ca. 5.000 – 3.000 f.Kr. – altså før de kendte ægyptiske dynastier. Dog regner det af og til i dag, men med ca. 5 års mellemrum.
Hvis der var faldet regn efter 3000 f.kr., ville trinpyramiden i Sakkara, der blev bygget omkring 3000 f.kr., være blevet ødelagt meget mere.

## Huller og tunneler

### Hul i Sfinksens hoved
Johann Helffrich besøgte Sfinksen under sine rejser i 1565-1566. Han beskrev, at en præst kravlede ind i Sfinksens hoved, og da han talte var det som at Sfinksen selv talte.
Mange steler fra Det Nye Kongerige afbilder Sfinksen med en krone. Hvis den har eksisteret så kan dette hul have været, hvor den har været sat fast.
Émile Baraize lukkede hullet med en metalluge i 1926.

### Perrings hul
Howard Vyse fik Perring til at bore en tunnel i 1837 på bagsiden af Sfinksen, umiddelbart bag hovedet. Borestængerne satte sig fast i en dybde af 8,2 m, og forsøg på at sprænge dem fri forårsagede yderligere skade. Hullet blev ryddet i 1978. Blandt murbrokkerne var et fragment fra Sfinksens nemes-hovedbeklædning.

#### Stor sprække
En stor naturlig sprække i grundfjeldet går igennem ved Sfinksens talje. Den blev udgravet første gang af Auguste Mariette i 1853.
På toppen af ryggen er sprækken 2 m bred. I 1926 forsejlede Baraize siderne og lavede et overdække med jernstænger, sandsten og cement, samt installerede en lem i det. Siderne af sprækken er muligvis blevet gjort firkantede af mennesker; bunden er dog ujævn og omkring en meter over jordhøjden på ydersiden. En meget smal sprække fortsætter endnu dybere.
- Den store sprække der går i igennem Sfinksens talje, før den blev restaureret i 1926
- Lem ned itl den store sprække, efter restaureringen i 1926

### Passagen i bagdelen
I 1926 blev Sfinksen fritlagt for sand under ledelse af Baraize, hvilket afslørede en tunnelåbning i jordniveau på nordsiden af skulpturens bagdel. Den blev efterfølgende muret til, og næsten glemt. Mere end 50 år senere blev passagens eksistens husket af tre ældre mænd, der havde arbejdet med at rydde den ved at bære sand væk i kurve. Dette ledte til genopdagelse af passagen, og den blev udgravet i 1980.
Passagen består af en øvre og en nedre del, der er placeret i omkring 90 graders vinkel fra den øvre:
- Den øvre del af passagen går i en højde på omkring 4 m over jordniveau i nordvestlig retning. Den går imellem en stenvæg og Sfinksens kerne, og ender i en niche der er omkring 1 m bred og 1,8 m høj. Loftet i nichen består af moderne cement, og det kommer sandsynligvis fra da man fyldt hullet mellem murværket og klippen omkring 3 m højere oppe
- Den nedre del går stejlt nedad ind i grundfjeldt mod nordøst i omkring 4 m og i en dybde på omkring 5 m. Den slutter ved grundvandspejlet i en fordybning. Indgangen er omkring 1,3 m bred og bliver smallere ned til omkring 1,07 m i bredden mod slutningen. Blandt sand og stenfragmenterne blev der fundet et moderne stykke stanniol og bunden af en moderne keramikkande. Bunden er fyldt op i moderne tid, hvori der er finde mere moderne stanniol, cement og et par sko.

Det er muligt at hele passagen blev hugget ud fra toppen og ned, og begyndt højt oppe på bagdelen, og at den nuværende adgangsvej i jordniveau blev etableret på et senere tidspunkt.
I 1837 noterede Vyse i sin dagbog for dagen 27. og 28. februar, at han "borede" nær halen, hvilket indikerer, at han skabte passagen, da der ikke er blevet fundet andre tunneler eller huller på dette sted. En anden fortolkning er, at skakten stammer fra oldtiden, og muligvis er en tunnel til et ufærdigt gravkammer.
- Skitse af passagen i bagdelen fra toppen. Den nedre del hedder "Sub-Floor Shaft", og den øvre del hedder "Core-Body Trench".
- Profil af passagens øvre del (1+2) og nedre del (3+4)
- Bagdelen af Sfinksen med indgangen til passagen i jordniveau, c. 1980

- Nærbillede af indgangshullet til passagen
- Kig op i passagen med indgangshullet
- Kig op i den øvre tunnel
- Loftet i den øvre tunnel
- Kig ned i den øvre del fra kammer 1
- Nedre del af passagen inden den blev udgravet
- Nedre del af passagen

### Niche i nordflanken
Et fotografi fra 1925 viser en mand, som står i en niche i jordniveau i Sfinksens krop: Det blev dateret til restaureringerne i 1925–1926.

### Hul under den sydlige mur
Der har muligvis eksisteret endnu et hul i jordhøjde i den store mu på sydsiden.

### Området bagved Drømmestelen
Området bagved Drømmestelen, mellem Sfinksens poter, blev dækket med et tag af jernstænger og cement, hvori der blev sat en jerndør.

### Nøglehulsskakten
Ved kanten af Sfinksens område findes en firkantet skakt overfor den nordlige bagpote. Den blev udgravet i 1978 af Hawass og måler omkring 1,42 gange 1,06 m og er omkring 2 m dyb. Lehner fortolker denne skakt til at være en ufærdig grav og navngav den "Nøglehulsskakt" ("Keyhole Shaft"), fordi udskæringerne over skakten er formet som den nederste del af et traditionelt (victoriansk) nøglehul der står på hovedet.

## Galleri
- Description de l'Égypte, Planches, Antiquités, volume V (1823)
- Description de l'Égypte, Planches, Antiquités, volume V (1823)
- Medlemmer af Anden japanske ambassade i Eruopa (1863) foran Sfinksen, 1864
- Den franske arkæologt Auguste Mariette (siddende længst mod venstre) og kejser Pedro 2. af Brasilien (siddende, længst mod højre) og andre foran Sfinksen, 1871
- Sfinksen delvist begravet i sand, ca. 1880
- Jean-Léon Gérômes Bonaparte foran Sfinksen, 1886
- Sfinksen i profil 2016
- Kig på Sfinksen bagfra i 2014, der viser en del af restaureringsarbejdet